# 555 California Street
555 California Street, voorheen bekend als het Bank of America Building, is een wolkenkrabber in San Francisco, Verenigde Staten. Het gebouw, dat aan 555 California Street staat, werd in 1969 opgeleverd.

## Ontwerp
555 California Street is 237,44 meter hoog en telt 38 liften. Het heeft 52 bovengrondse en 4 ondergrondse verdiepingen. Van de totale oppervlakte van 183.017 vierkante meter is 140.046 bruikbaar. Op de 52ste verdieping bevond zich vroeger de Carnelian Room. Dit restaurant werd echter op 1 januari 2010 gesloten.
Volgens Pietro Belluschi, architect bij SOM, kreeg hij zijn inspiratie voor het ontwerp van een Sierra Club-poster, waarop een granietformatie in de Cascade Range te zien was. Hij ontwierp een met gepolijst graniet beklede toren, waarbij de bronskleurige ruiten uitstaken. De belangrijkste huurders in het gebouw zijn onder andere de Bank of America, Dodge & Cox, Goldman Sachs, Fenwick & West en Kirkland & Ellis.

## Prijzen
- 1970: De "Architectural Award of Excellence" van het American Institute of Steel Construction.
- 1971: De "Best Design in High Rise Construction" van het American Iron and Steel Institute.
- 1974: De "Honor Award" van het AIA - San Francisco Chapter.[4]